# Cementerio del Calvario (Minsk)
El Cementerio del Calvario o Cementerio de Kalvaryja (en bielorruso: Кальварыйскiя могiлкi; en ruso: Кальварийское кладбище) es un cementerio católico en la ciudad de Minsk, la capital de Bielorrusia.
El cementerio contiene una pequeña capilla católica, que se utiliza actualmente para el culto general. La iglesia católica de madera original fue construida por primera vez aquí en 1673, pero en la actualidad las tumbas más antiguas que quedan son de 1808. La pequeña capilla fue construida en 1839. Varias famosas personalidades polacas y bielorrusas del siglo XIX están enterradas en Kalvaryja.
En 2001, el cementerio se convirtió en el centro de una controversia cuando se reveló que la empresa estatal responsable de cuidar las tumbas estaba destruyendo silenciosamente tumbas antiguas y vendiendo parte de los espacios recién liberados para los ricos.